# Col de la Roche
 (décembre 2024).
Le col de la Roche est un col routier du Massif central à 456 mètres d'altitude et situé dans le département de la Haute-Vienne. Il sépare le bassin de la Gartempe, au nord, du bassin du Taurion, au sud. 
Situé au cœur des monts d'Ambazac, il relie en fait les deux parties principales de ce petit massif : à l'ouest, les monts d'Ambazac à proprement parler et, à l'est, les monts de Saint-Goussaud.
Le col de la Roche est occupé par un carrefour routier. L'axe nord-sud (route départementale 914) relie Guéret à Limoges en passant par Laurière au nord du col, et La Jonchère-Saint-Maurice au sud. L'axe est-ouest (route départementale 203) relie Saint-Sulpice-Laurière à l'ouest à Jabreilles-les-Bordes à l'est.
C'est aussi à cet endroit que passe le chemin de fer de Paris à Toulouse via Limoges (tunnel de La Roche).